# Don Taylor
Donald Richie Taylor, född 13 december 1920 i Freeport, Pennsylvania, död 29 december 1998 i Los Angeles, Kalifornien, var en amerikansk skådespelare och filmregissör.

## Filmografi i urval
- 1943 – Soldatflamman (roll)
- 1943 – Vi människor (roll)
- 1944 – Den bevingade segern (roll)
- 1947 – Melodin som gäckade skuggan (roll)
- 1948 – Storstad (roll)
- 1949 – På främmande mark (roll)
- 1950 – Brudens fader (roll)
- 1951 – Morfar opp i dagen (roll)
- 1951 – Blå slöjan (roll)
- 1953 – Destination Gobi (roll)
- 1953 – Fångläger nr 17 (roll)
- 1954 – Robin Hood - farornas man (roll)
- 1971 – Flykten från apornas planet (regi)
- 1973 – Tom Sawyers äventyr (regi)
- 1976 – Sista sommaren (regi)
- 1977 – Förvandlingens ö (regi)
- 1978 – Damien: Omen II (regi)
- 1980 – Timmen noll (regi)
- 1998 – Truman Show (roll)